# Fehmarnbelt
Der Fehmarnbelt (dän. Femern Bælt, früher Femer Bælt) ist eine etwa 19 Kilometer breite Wasserstraße zwischen der Südküste von Lolland und Fehmarn in der westlichen Ostsee. Er verbindet als Seeweg den Großen Belt und die Kieler Bucht als Kiel-Ostsee-Weg mit den Gewässern der Mecklenburger Bucht und der östlichen Ostsee (siehe auch Kadetrinne). Die deutsche und die dänische Regierung beschlossen im Juni 2007 ein gemeinsames Bauprojekt zur Überquerung des Fehmarnbelts. Das dänische Parlament sprach sich am 1. Februar 2011 für den Bau des Fehmarnbelttunnels aus. Ein Teil des Fehmarnbelts, der in der deutschen ausschließlichen Wirtschaftszone liegt, ist als 280 Quadratkilometer großes Naturschutzgebiet ausgewiesen.

## Daten
Etwa in der Mitte zwischen den beiden Inseln verläuft ein 9 Kilometer breiter Streifen mit Wassertiefen zwischen 20 und 30 Metern. Die Strömungen im Fehmarnbelt sind in erster Linie Driftströme, die durch den Wind hervorgerufen werden und von dem über der Ostsee herrschenden Wind abhängig sind. Der Einfluss der Gezeitenströme ist gering (höchstens 0,2 bis 0,3 Seemeilen pro Stunde).
Die Zahl der Schiffspassagen im Fehmarnbelt lag im Jahr 2014 bei 38.167.

## Feste Querung

### Planung
Am 29. Juni 2007 einigten sich die Regierungen von Dänemark und Deutschland nach jahrelanger Diskussion auf den Bau einer festen Fehmarnbelt-Querung. Der Baubeginn der etwa 19 Kilometer langen Verbindung (Brücke oder Tunnel) zwischen Puttgarden auf der Ostseeinsel Fehmarn und Rødby auf der dänischen Insel Lolland sollte zunächst im Jahr 2012 sein. Das 7,4 Milliarden Euro teure Bauwerk, dessen Kosten zum größten Teil Dänemark übernehmen wird, sollte ursprünglich bis 2021 fertiggestellt werden. Am 3. September 2008 unterzeichneten die damaligen Verkehrsminister von Deutschland und Dänemark, Wolfgang Tiefensee und Carina Christensen, in Kopenhagen den Vertrag zur Errichtung einer festen Fehmarnbelt-Querung. Nach einer Neuberechnung der Kosten im Jahr 2010 wird wieder verstärkt die Tunnellösung diskutiert.
Im Herbst 2012 starteten die ersten Vorvergabeverfahren für einen Tunnel unter dem Fehmarnbelt. Nach mehreren Klagen gegen das Tunnelbauprojekt wurden die letzten Klagen am 3. November 2020 durch das Bundesverwaltungsgericht abgewiesen.

### Bau und Fertigstellung
Am 29. November 2021 fand der offizielle Spatenstich zum Bau des Fehmarnbelt-Tunnels auf deutscher Seite statt. Eine Verkehrsfreigabe des Tunnels ist für Mitte 2029 geplant.

## Querung auf dem Wasser
Per Schiff wird der Fehmarnbelt von der Vogelfluglinie Puttgarden–Rødbyhavn überquert.

## Schiffsunglücke im Fehmarnbelt
Am 26. Juli 1932 kenterte das Segelschulschiff Niobe durch eine nicht vorhersehbare Gewitterböe. Es sank in wenigen Minuten.
Am 28. Oktober 2007 kenterte der in der Slowakei registrierte türkische Frachter Omer N aus bisher ungeklärter Ursache 15 Seemeilen westlich der dänischen Stadt Gedser. Drei Besatzungsmitglieder konnten gerettet, vier nur tot geborgen werden. Vier weitere Menschen wurden vermisst.
In der Nacht vom 8. auf den 9. Oktober 2010 geriet die RoPax-Fähre Lisco Gloria mit 236 Personen an Bord rund 6 Seemeilen nördlich von Fehmarn in Brand. Bei dem Brand wurden 28 Personen verletzt, 23 davon wurden stationär behandelt.

## Durchschwimmen des Fehmarnbelt
Die sogenannte Beltquerung wurde bisher von knapp 30 Schwimmern und neun Schwimmerinnen bewältigt.